# Třída Shachi
Třída Shachi (jinak též Projekt 21) je nedokončená třída oceánských hlídkových lodí indického námořnictva. Jejich indické označení je Naval Offshore Patrol Vessel (NOPV). Celkem bylo objednáno pět jednotek této třídy. Mezi jejich úkoly mělo patřit hlídkování ve výlučné ekonomické zóně země, potírání pirátství, nebo ochrana námořních obchodních tras. Jsou to první indické válečné lodě stavěné indickým soukromým sektorem a nikoliv ve státních loděnicích. Kontrakt na stavbu plavidel byl roku 2020 zrušen.

## Pozadí vzniku
Celkem bylo v červnu 2010 objednáno pět jednotek této třídy. Hodnota kontraktu dosahovala 550 milionů dolarů. Třídu navrhla a rozestavěla indická loděnice Reliance Defence and Engineering Limited (RDEL) se sídlem v Pipavavu ve státě Gudžarát. Veřejnosti byla třída poprvé představena na veletrhu Defence Expo India 2014. Plavidla měla být postavena ve dvou sériích po dvou a třech jednotkách. První dvě jednotky byly na vodu spuštěny 25. července 2017. V roce 2020 námořnictvo kontrakt na stavbu plavidel zrušilo kvůli průtahům v celém programu.
Jednotky třídy Shachi:
| Jméno      | Založení kýlu | Spuštěna          | Vstup do služby | Status    |
| ---------- | ------------- | ----------------- | --------------- | --------- |
| Shachi (?) |               | 25. července 2017 | 2017 (plán)     | ve stavbě |
| Shruti (?) |               | 25. července 2017 | 2018 (plán)     | ve stavbě |

## Konstrukce

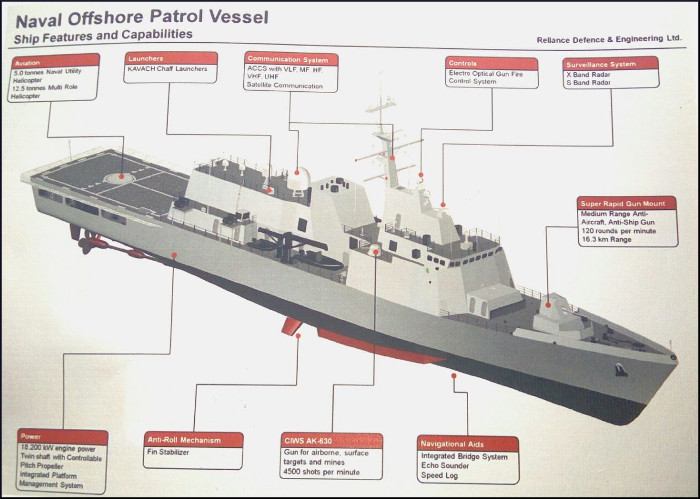
Ilustrace vzhledu plavidel

Plavidla mají ocelový trup a nástavby ze slitin hliníku. Výzbroj tvoří jeden 76mm kanón OTO Melara Super Rapid ve věži na přídi a dva 30mm kanóny AK-630M. Obranu posilují vrhače klamných cílů KAVACH. Na zádi se nachází přistávací plocha a hangár pro vrtulník. Pohonný systém tvoří diesely o celkovém výkonu 18 200 kW, pohánějící dva lodní šrouby se stavitelnými lopatkami. Stabilitu zlepšuje dvojice pevných trupových stabilizátorů a dvojice aktivních ploutvových stabilizátorů. Nejvyšší rychlost dosahuje 25 uzlů. Dosah je 11 000 km při ekonomické rychlosti 16 uzlů.